# Київська наукова школа тематичного та комплексного атласного картографування
Тематичне та комплексне атласне картографування — київська наукова школа картографії створена при Київському університеті у другій половині XX сторіччя за ініціативи професора Харченка Андрія Семеновича та Золовського Андрія Петровича.

## Історія
Тематичне та комплексне атласне картографування України було започатковано ще у середині XIX — на початку ХХ сторіч професорами Київського університету, які досягли наукових пріоритетів у багатьох напрямках картографування:
- геологічне картографування (Феофілактівська наукова школа);
- кліматичне картографування (П. І. Броунов, Б. І. Срезневський);
- біогеографічне картографування (Р. Е. Траутфеттер, І. Г. Борщов);
- зоогеографічне картографування (О. Ф. Міддендорф).

Станом на 1970 рік за деякими видами тематичного картографування (ґрунтів, геології) Україна посіла провідне місце серед наукової спільноти колишнього СРСР. Серед випускників кафедри геодезії та картографії, які успішно розвивають наукові ідеї школи, зокрема в програмах географічних дисциплін:
- академіки НАН України (Г. О. Пархоменко, Ю. В. Поліщук, В. А. Поповкін, Л. Г. Руденко);
- члени-кореспонденти НАН України (В. Д. Барановський, М. Г. Волков, В. І. Наулко);
- професори, видатні діячі науки (Р. І. Сосса, В. О. Шевченко, Е. Л. Бондаренко).

Фундаментальні творі наукової школи втілились у виданні «Атлас природных условий и естественных ресурсов Украинской ССР». Визначальна роль атласного картографування київської школи пов'язана з науковою розробкою атласів: Бориспільського району та сільського господарства УРСР у 1958 році, палеогеографічного атласу УРСР із Молдавською РСР та окремо Київської області в 1962 році, шкільно-краєзнавчих та інших атласів.
Згідно з науковою теорією школи, географічний атлас є найвищим науковим рівнем узагальнення знань про територію, об'єкти та явища природи і суспільства, що визначені у просторі й часі. У 1960-х серед українських науковців постала ідея створення комплексного Національного атласу, ініціатором і реалізатором якої був А. С. Харченко (обґрунтував концепцію необхідності випуску багатотомного атласу, але вийшов лише перший том, присвячений природі України). Ідея створення Національного атласу та його теорет-методологічної розробки за керівництва А. С. Харченка були основою формування київської наукової школи тематичного та комплексного атласного картографування. Активізувалась діяльность кафедри геодезії та картографії, яка перетворилась спочатку на науково-виробничий осередок з розробки концепції атласного забезпечення господарства, а згодом, розвиваючи та удосконалюючи науково-освітню діяльність — на центр картографічної думки в Україні. 1964 року було створено спільну Лабораторію комплексного картографування продуктивних сил УРСР Київського університету та АН УРСР, яка започаткувала осередок наукової школи як відділ картографії Сектора географії АН УРСР (Інститут географії НАН України). Започатковані традиції проведення регулярних науково-практичних конференцій, присвячених проблемам тематичного та комплексного атласного картографування, зокрема створенню Національного атласу. Відбувається виховання плеяди картографів-теоретиків і практиків через освіту на кафедрі. За науковими напрямами тематичної картографії (сільськогосподарське, природоохоронне, рекреаційне, туристичне картографування) досягнення київських вчених визнавались на рівні загальносоюзних, і розвивалося у руслі головної тенденції картографії — проблемно-орієнтовної. Праці науковців школи відмічались оригінальністю у використанні методів та прийомів дослідження, розширення об'єктів картографування. Новий етап наукової школи 1964—1980 років знаменував формування наукової школи професорів А. С. Харченка та А. П. Золовського, створення новітньої теоретичної бази для розробки ідей, концепцій, наукових напрямів.